# F1学院赛
F1学院赛是由一级方程式集团舉辦的一项仅限女性車手参加的方程式赛车比赛。首屆F1学院赛於2023年舉辦。2024年赛季開始，該賽事允許外卡選手参赛。